# Marianów (gmina Solec nad Wisłą)
Marianów – wieś sołecka w Polsce, położona w województwie mazowieckim, w powiecie lipskim, w gminie Solec nad Wisłą.
W latach 1975–1998 miejscowość administracyjnie należała do województwa radomskiego.
Wierni kościoła rzymskokatolickiego należą do parafii św. Jana Chrzciciela w Pawłowicach.